# Jacob Obrecht
Jacob Obrecht (ur. ok. 1457 w Bergen op Zoom, zm. 1505 w Ferrarze) – flamandzki kompozytor okresu renesansu

## Życiorys
Po roku 1476 działał jako śpiewak w Utrechcie. W latach 1479–1484 w Bergen prowadził chóry gildii mariańskiej (Mariengilde) oraz kościoła Saint-Gertrantis (w 1480 roku otrzymał święcenia kapłańskie). Następnie był dyrygentem kapeli katedralnej w Cambrai (od 1484), w Brugii (od 1486) i Antwerpii (od. 1491), gdzie objął to stanowisko po śmierci Jacobusa Barbireau i sprawował je do 1496 roku. Potem przebywał znów w Bergen, Brugii, Antwerpii oraz Innsbrucku, by ok. 1504 dotrzeć do Ferrary, dokąd kilkakrotnie już przyjeżdżał na zaproszenie książąt d’Este. Tam zmarł na dżumę.

## Twórczość
Obrecht był jednym z najwybitniejszych twórców szkoły franko-flamandzkiej. Opierał się na wzorach Guillaume’a Dufaya  i Johannesa Ockeghema, jak i wpływach muzyki włoskiej. Uprawiał polifonię opartą na klarownej strukturze melodycznej, zaczerpniętej zazwyczaj z chorału (cantus firmus). Chociaż struktura formalna jego dzieł jest niekiedy bardzo wyszukana, cechuje się dużą konsekwencją.
Jacob Obrecht skomponował:
- 29 mszy (w większości są to missa parodia, m.in. L’homme armé, Sub tuum praesidium)
- 30 motetów (liczba głosów 2-6)
- Pasję według św. Mateusza (w prostym stylu kontrapunktycznym)
- kilkadziesiąt świeckich, ale polifonicznych pieśni do tekstów francuskich, włoskich i flamandzkich.

Wydanie dzieł zebranych: Werken van Jacob Obrecht, J, Wolf, Amsterdam, 1912-1921